# Census Area delle Aleutine Occidentali
La Census Area delle Aleutine occidentali, in inglese Aleutians West Census Area, è una census area dello Stato dell'Alaska, negli Stati Uniti, parte dell'Unorganized Borough. La popolazione al censimento del 2000 era di 5.465 abitanti.

## Geografia fisica
La census area si trova nella parte sud-occidentale dello Stato e comprende le isole Aleutine occidentali. Lo United States Census Bureau certifica che la sua estensione è di 36.562 km², di cui 25.174 km² coperti da acque interne.

### Suddivisioni confinanti
- Borough delle Aleutine orientali - est

## Centri abitati
Nella Census Area delle Aleutine occidentali vi sono 5 comuni (city) e 3 census-designated place.

### Comuni
- Adak
- Atka
- St. George
- St. Paul
- Unalaska

### Census-designated place
- Attu Station
- Eareckson Air Station
- Nikolski